# Sônia Guedes
Sônia Cazarotto de Oliveira conchecida como Sônia Guedes (Paranapiacaba, 22 de novembro de 1932 – São Paulo, 3 de junho de 2019) foi uma atriz e tradutora brasileira.

## Biografia
Formada pela Escola de Arte Dramática da Universidade de São Paulo em 1967 em Artes Cênicas, e em canto e piano pelo Conservatório Musical de Santo André, sua carreira de atriz começou quando trabalhou por quatorze anos no teatro amador e de rua. Na década de 1970, estreou na televisão.
Nascida num dos principais polos industriais do Brasil, ajudou a fundar o Sindicato dos Metalúrgicos de Santo André. Também foi uma das fundadoras do Centro Popular de Cultura (CPC) e do Grupo Teatro da Cidade de Santo André (GTC).
Em 2009, a escritora Adélia Nicoleti lançou sua biografia: "Sonia Guedes - Chá das Cinco".

## Morte
Sônia morreu em 3 de junho de 2019, aos 86 anos de idade de câncer.

## Filmografia

### Na televisão
| Ano     | Título                      | Personagem                | Notas                                               |
| ------- | --------------------------- | ------------------------- | --------------------------------------------------- |
| 2015    | Santo Forte                 | Dona Alcina               | Episódio: "Taxista Não Anda de Táxi"                |
| 2014    | Chiquititas                 | Dona Nina Corrêa          |                                                     |
| 2009    | Poder Paralelo              | Berenice de Castro        |                                                     |
| 2008    | Amor e Intrigas             | Dora Molinaro             |                                                     |
| 2007    | Luz do Sol                  | Wanda Soares (Wandinha)   |                                                     |
| 2006    | Cidadão brasileiro          | Maria                     |                                                     |
| 2005    | Senta Que Lá vem Comédia    | —                         | Episódio: "Você Tem Medo do Ridículo, Clark Gable?" |
| 2004    | Esmeralda                   | Margarida                 |                                                     |
| 2003    | Mulheres Apaixonadas        | Matilde Andrade de Melo   |                                                     |
| 2002    | Coração de Estudante        | Madalena                  |                                                     |
| 2000    | Vidas Cruzadas              | Loretta                   |                                                     |
| 1995    | As Pupilas do Senhor Reitor | Alice                     |                                                     |
| 1995    | Você Decide                 | —                         | Episódio: "O Príncipe Desencantado"                 |
| 1991    | O Fantasma da Ópera         | Zeni                      |                                                     |
| 1990    | Barriga de Aluguel          | Dona Ambrosina dos Santos |                                                     |
| 1985    | De Quina pra Lua            | —                         | Participação especial                               |
| 1983    | Razão de Viver              | Dona Zezé                 |                                                     |
| 1982    | Caso Verdade                | —                         | Episódio: "Cabeça Branca"                           |
| 1979-80 | Malu Mulher                 | Elza Fonseca              |                                                     |
| 1972    | Vila Sésamo                 | Maroca                    |                                                     |

### No cinema
| Ano  | Título                                    | Personagem       |
| ---- | ----------------------------------------- | ---------------- |
| 2016 | O Amor no Divã                            | Rebecca          |
| 2013 | O Circo da Noite                          | Lúcia de Almeida |
| 2013 | A Navalha do Avô                          | Terezinha        |
| 2012 | Histórias que Só Existem Quando Lembradas | Madalena         |
| 2008 | Corpo                                     | —                |
| 2007 | Antes que Seja Tarde                      | Avó              |
| 1985 | A Hora da Estrela                         | Joana            |
| 1977 | Noite em Chamas                           | —                |

## Teatro[11]
- 2017 - Um Berço de Pedra
- 2013/2014 - A Última Sessão
- 2011 - Um Violinista no Telhado
- 2006 - Ismênia
- 2005 - Canaã
- 2004 - Senhoras e Senhores
- 2003 - Dia das Mães
- 2000 - Meu Primeiro Amor [12]
- 1995/1998 - Pérola
- 1994 - Aluga-se um Namorado
- 1994 - A Ópera dos 3 Vinténs
- 1992 - Um Violinista no Telhado
- 1989/1990 - A Estrela do Lar
- 1989 - A Cerimônia do Adeus
- 1987 - Gnadiges Fraulein
- 1987 - Três Marias e uma Rosa
- 1986 - Morangos com Chantilly
- 1985 - Noises Off
- 1985 - O Avesso do Avesso
- 1984 - Romulus Magnus
- 1984 - Os Sete Pecados Capitais
- 1983 - Ganhar ou Ganhar
- 1982 - Gemini
- 1981 - Ossos do Ofício
- 1979/1981 - Rasga Coração
- 1978 - A Caixa de Sombras
- 1977 - Gota d'Água
- 1976 - Mumu, a Vaca Metafísica
- 1975 - O Incidente no 113
- 1975 - Equus
- 1974 - O Homem de la Mancha
- 1973 - Missa Leiga
- 1972 - O Aleijadinho, Aqui e Agora
- 1972 - Missa Leiga
- 1971/1973 - O Evangelho Segundo Zebedeu
- 1971 - Mirandolina
- 1971 - Guerra do Cansa-Cavalo
- 1970 - Medeia
- 1968 - Jorge Dandin
- 1966 - Caiu o Ministério
- 1966 - O Veredicto
- 1966 - Somos Todos do Jardim da Infância
- 1966 - A Roca de Barberina
- 1966 - O Rosário
- 1966 - A Casa de Bernarda Alba
- 1965 - A Falecida
- 1965 - Auto da Vila de Vitória
- 1965 - Autor da Alma
- 1964 - Os Meirinhos
- 1964 - O Novo Inquilino
- 1954/1963 - Várias montagens amadoras da Scasa

## Prêmios e Indicações
| Ano  | Prêmio                             | Indicação                | Trabalho                                  | Resultado | ref    |
| ---- | ---------------------------------- | ------------------------ | ----------------------------------------- | --------- | ------ |
| 1963 | Prêmio Governador do Estado        | Melhor Atriz             | Teatro Amador                             | Venceu    | [ 13 ] |
| 1964 | Prêmio Governador do Estado        | Melhor Cantora           | —                                         | Venceu    | [ 13 ] |
| 1978 | Prêmio APETESP                     | Melhor Atriz             | Caixa de Sombras                          | Venceu    | [ 13 ] |
| 1978 | Troféu APCA                        | Melhor Atriz             | Caixa de Sombras                          | Venceu    | [ 13 ] |
| 1978 | Prêmio Governador do Estado        | Melhor Atriz Coadjuvante | Caixa de Sombras                          | Venceu    | [ 13 ] |
| 1988 | Prêmio APETESP                     | Melhor Atriz Coadjuvante | A Cerimônia do Adeus                      | Venceu    | [ 13 ] |
| 1990 | Prêmio Mambembe                    | Melhor Atriz Coadjuvante | Estrela do Lar                            | Venceu    | [ 13 ] |
| 1998 | Prêmio APETESP                     | Melhor Atriz Coadjuvante | Pérola                                    | Venceu    | [ 13 ] |
| 1998 | Prêmio Mambembe                    | Melhor Atriz Coadjuvante | Pérola                                    | Venceu    | [ 13 ] |
| 2012 | Festival de Cinema Luso-Brasileiro | Melhor Atriz             | Histórias que Só Existem Quando Lembradas | Venceu    | [ 14 ] |
| 2012 | Festival de Abu Dhabi              | Melhor Atriz             | Histórias que Só Existem Quando Lembradas | Venceu    | [ 15 ] |